# Hardstep
Hardstep (neplést si s Hard D'n'B a nebo bližším Drum and Bass/Hardstyle známý jako Drumstyle) je podstyl Drum and Bass, který vznikl v roce 1994. Je charakterizován pulzní produkcí stylu, který má vlastní atmosféru vnímání.[ujasnit] Mezičasy jsou zkrácené, mohou se přiblížit k oldschool jungle. Hardstep má rychlejší a tvrdší jednoduché elektronické melodie. Jedním z charakteristických rysů je zdůraznění rozptýlenými nárazovými údery. Žánr byl objeven jako druh junglist, přesto byl přebrán popularitou techstepu. Fanoušci stále přetrvávají. V současné době Hardstep je velice populární v Severní Americe umělci, jako Evol Intent, Ewun nebo Dieselboy. Dřívější umělci jsou například DJ Hype nebo DJ Zinc.